# Return to My World
《Return to My World》는 2009년 3월 10일에 발매한  임창정의 11집 정규 앨범이다. 그가 가수를 은퇴한 지 6년 만에 복귀하면서 발매한 앨범이다. 이 앨범의 수록곡들은 한곡도 버릴 노래가 없을 정도로 높은 퀄리티를 자랑하는 앨범이다.

## 수록곡
| #   | 제목                           | 작사           | 작곡           | 재생 시간 |
| --- | ------------------------------ | -------------- | -------------- | --------- |
| 1.  | 〈너란 사람은···〉             | J-DOGG         | J-DOGG         | 4:32      |
| 2.  | 〈원하던 안 원하던〉           | 조규만         | 조규만         | 4:45      |
| 3.  | 〈오랜만이야〉                 | 배은정         | 이동원         | 4:55      |
| 4.  | 〈그때가 그리워요〉            | 임창정         | 안영민         | 3:33      |
| 5.  | 〈그대 생각하며 한번 웃고〉    | 김원           | 김원           | 3:39      |
| 6.  | 〈결혼전야〉                   | 임창정         | 이상인         | 3:29      |
| 7.  | 〈가슴에 고인 이름〉           | 임창정         | 이영주         | 3:52      |
| 8.  | 〈현주에게〉                   | 임창정         | 백민혁         | 4:00      |
| 9.  | 〈슬픈 연인〉                  | 임창정         | 황찬희         | 4:17      |
| 10. | 〈혼자가 아닌걸〉 (Feat. 리쌍) | 개리 (리쌍)    | 길 (리쌍)      | 4:18      |
| 11. | 〈To Your X-Boyfriend〉        | 임창정, 이현우 | 이현우         | 3:39      |
| 12. | 〈In The Club〉 (Feat. JED)    | 임창정         | 임창정, 유건형 | 3:08      |

## 제작진
- Executive Producer: DMS Communications
- Producer: 조규만, 임창정
- General Manager: 이건혁, 곽영민
- Assistant Manager: 차석만
- Promotion & Marketing: 오신호, 조지한